# 咽頭弓
咽頭弓（いんとうきゅう, pharyngeal arch）。内臓弓（ないぞうきゅう, visceral arch）とも呼ばれる。広義には鰓弓（さいきゅう, branchial arch）とも呼ばれるが、鰓に分化することを前提に定義された"鰓弓"という言葉に対して、少なくとも現生の動物で第1咽頭弓が鰓へと発生する動物はいないため、第1咽頭弓や第2咽頭弓を鰓弓と同義とせず、第3咽頭弓を第1鰓弓とすることもあるので注意が必要。また鰓弓という名称は魚の成体の鰓骨格に対しても用いられることがあるので、これとの混同にも注意すべきである。
脊椎動物の発生において咽頭部に生じる、支柱状に突出した形態物であり、頭部や頸部における非常に多様な構造へと分化する。脊椎動物に特徴的な頭部構造の形成では、その大部分を咽頭弓の発生が担っていると言っても過言ではない。外側は外胚葉上皮、内側は内胚葉上皮に覆われており、内部は神経堤細胞と中胚葉の間葉が満たしている。頭部神経堤細胞が背側から腹側へと遊走するのに伴って各々の弓が伸長する。

## 発生
脊椎動物の胚発生において神経管が完成するに伴い、背側より神経堤細胞が遊走し始める。腹側へと移動する頭部神経堤細胞は分節的に複数のストリームに分かれ、頭部中胚葉を同時に引き込んで、将来の咽頭にあたる領域において複数の独立した咽頭弓を形成する。発生が進むと各咽頭弓は伸長し、最終的には腹側で左右1対ずつの弓が合一して籠状の咽頭を形成する。
各咽頭弓の間にはスリットが残るが、これを咽頭裂と呼び、将来の鰓裂になる。陸上生活を行う多くの四肢動物では各弓の間は当然スリットとしては残らず、咽頭の内外で溝状の構造として残る。外胚葉上皮が溝状にくぼんだ構造は特に咽頭溝と呼ばれる。ちなみに各咽頭弓の間で、咽頭内胚葉上皮が体の外側へ向かって嚢状に膨出した構造を咽頭嚢と呼び、各咽頭嚢もまたそれぞれ特徴的な構造物へと発生する。
咽頭弓のうち、第1咽頭弓は顎骨弓とも呼ばれ、顎口類では顎をつくっている。

## 各咽頭弓に由来する構造物（ヒトの場合）
咽頭弓とその代表的な派生物の発生様式の多くは、基本的なボディプランとして脊椎動物の各系統で保存的である。なので系統に沿ってその進化的な機序を追うことができるが、無論あらゆる派生物が系統間で同様の構造として認識されるわけではない（例えば、サメの上顎を構成する口蓋方形軟骨は、哺乳類では槌骨や砧骨に変形している。顎口類の第1咽頭弓は顎の構造をつくるが、そもそも顎を持たない円口類では全く別の構造をつくる。などなど）。ここではヒトの咽頭弓について構造を列挙するが、全ての脊椎動物がこれと全く同様の発生をするわけではないのに留意。
ヒトの場合、咽頭弓は全部で6つあるが、第5咽頭弓は往々にしてほぼ欠如しているか痕跡的であり、軟骨などの構造物も発生しない。従って、ここでは1, 2, 3, 4, 6番目のみ記述する。 
| 咽頭弓                | 筋                                                   | 骨格                                                               | 神経                          | 動脈                                                     | その他         |
| 第1咽頭弓 （"顎骨弓") | 咀嚼筋, 顎舌骨筋, 顎二腹筋前腹, 鼓膜張筋, 口蓋帆張筋 | 上顎骨, 下顎骨 ｛皮骨（硬骨）｝, 槌骨, 砧骨, メッケル軟骨 （軟骨） | 三叉神経上顎枝(V2),下顎枝(V3) | 上顎動脈、外頸動脈、翼突管動脈                           |                |
| 第2咽頭弓 （"舌骨弓") | 表情筋, 鐙骨筋, 茎突舌骨筋, 顎二腹筋後腹,            | 鐙骨, 茎状突起, 舌骨小角, 舌骨体上部, ライヘルト軟骨               | 顔面神経 (VII)                | 上行咽頭動脈、下鼓室動脈、頚鼓動脈、後耳介動脈アブミ骨枝 |                |
| 第3咽頭弓             | 茎突咽頭筋                                           | 舌骨大角, 舌骨体下部                                               | 舌咽神経 (IX)                 | 総頸動脈、内頸動脈                                       | 胸腺, 副甲状腺 |
| 第4咽頭弓             | 輪状甲状筋, 口蓋帆挙筋, 咽頭収縮筋, 喉頭内在筋       | 甲状軟骨, 喉頭蓋軟骨                                               | 迷走神経(X)の上喉頭神経枝     | 右：鎖骨下動脈、左：大動脈弓                             | 副甲状腺       |
| 第6咽頭弓             | 輪状甲状筋以外の食道の横紋筋                         | 輪状軟骨, 披裂軟骨, 小角軟骨                                       | 迷走神経(X)の下喉頭神経枝     | 右：肺動脈、左：肺動脈と動脈管                           |                |